# Edgar Reitz
Edgar Reitz (* 1 de novembro de 1932 em Morbach, Hunsrück) é um autor e cineasta da Alemanha. Foi professor de cinematografia na Staatliche Hochschule für Gestaltung em Karlsruhe. 
Edgar Reitz foi um dos idealizadores pioneiros do Novo Cinema Alemão e um de seus idealizadores que causou e continua a causar um profundo impacto nas artes cênicas e seu país e além.
Entre outras obras está sua famosa trilogia Heimat, a qual ganhou uma peça adicional em 2013: Die andere Heimat – Chronik einer Sehnsucht, que tem como pano de fundo a imigração alemã ao Brasil; figurando com proeminência o regionalismo da região do Hunsrück e seu dialeto, o qual é falado ainda hoje no Brasil por milhares de pessoas.